# Sofia
 Der er for få eller ingen kildehenvisninger i denne artikel, hvilket er et problem. Du kan hjælpe ved at angive troværdige kilder til de påstande, som fremføres i artiklen.

 For alternative betydninger, se Sofia (flertydig). (Se også artikler, som begynder med Sofia)
Sofia (også Sofija; bulgarsk: Со́фия, tr. Sofija) er hovedstad og største by i Bulgarien med 1.404.116 (2024) indbyggere. Sofia ligger i den vestlige del af landet ved foden af bjergmassivet Vitosha og er det administrative, kulturelle, økonomiske og uddannelsesmæssige center i landet.
Byen er en af de ældste hovedstæder i Europa og kan datere sin historie tilbage til det 8. århundrede f.Kr. hvor den blev grundlagt af trakiske bosættere. Sofia har haft flere navne i denne periode og rester af byens tusindårige historie kan ses spredt i byen ved siden af moderne byggerier.

## Historie

### Antikken
Sofia blev grundlagt af trakere som Serdica, opkaldt efter den trakiske stamme Serdi. Omkring 500-tallet bosatte stammen Odrysi sig i området, kendt som personer (ethnos) med deres eget kongedømme. Under en kort periode i det 3. århundrede f.v.t kom byen ind under Philip 2. af Makedonien og hans søn Alexander den Store.
Omkring år 29 e.Kr blev Sofia erobret af Romerriget og omdøbt til Ulpia Serdica. Byen blev et municipium, eller center for en administrativ region under kejser Trajans (98-117) styre. De første skrevne ord om Serdica blev skrevet af Klaudios Ptolemæus (omkring 100 e.Kr). Byen blev udvidet med små tårne på bygninger, bymure, offentlige bade, administrative og kulturelle bygninger, en basilika og et stort amfiteater kaldet Bouleutherion. Da kejser Diocletian delte provinsen Dakien i Dacia Ripensis (ved bredden af Donau) og Dacia Mediterranea, blev Serdica hovedstad i Dacia Mediterranea. Byen blev udviklet de næste 150 år, og Konstantin den Store kaldte byen Mit Roma.
Serdica var en mellemstor by, men var pragtfuld med planlagt planering og arkitektur, og et aktivt socialliv. Byen blomstrede under ledelsen af den bysantiske kejser Justinianus, da der blev bygget store bymure omkring den, som stadig kan ses den dag i dag.
Byen blev ødelagt af hunnerne i år 447, men blev genopbygget af Justinianus og omdøbt til Triaditsa.

### Middelalderen
Sofia blev efterfølgende en del af Det første bulgarske rige under Krums styre i år 809. Efter dette blev byen kendt under det slaviske navn Sredets og voksede til en vigtig fæstning og et administrativt centrum.
Efter flere mislykkede belejringer faldt byen ind under det Østromerske Rige i år 1018, men blev igen en del af Det andet bulgarske rige og styret af tsar Ivan Asen I.
Fra 1100- til 1300-tallet var Sofia en vigtig handels- og håndværksby. Den fik navnet Sofia (græsk for visdom) i år 1376 efter kirken St. Sofia. Byen blev kaldt både Sofia og Sredets frem til 1500-tallet, da det nye navnet gradvis erstattede det gamle.

### Det osmanske rige
Sofia kom derefter ind under det Osmanniske Rige under ledelse af Murad I i år 1382, og blev hovedstad i den osmanske provins (beylerbeylik) Rumelien, som eksisterede til 1715, da de fleste katolikker emigrerede.

### Det selvstændige Bulgarien
Sofia blev frigivet af russiske tropper i år 1878 under den russisk-tyrkiske krig 1877-1878 og blev hovedstad i det autonome fyrstedømme Bulgarien i år 1879, som blev til kongedømmet Bulgarien i 1908.
Under 2. verdenskrig blev Sofia bombet af allierede luftstyrker sidst i 1943 og først i 1944, og blev senere okkuperet af Sovjetunionen. Bulgariens regime, som allierede landet med Nazi-Tyskland, blev styrtet og Sofia blev hovedstad i den kommuniststyrede Folkerepublik Bulgarien (1944-1989).

## Geografi
Sofia ligger strategisk godt ved Balkan og er omgivet af fjeld på tre sider. Tre fjeldovergange går gennem byen, som derfor siden antikken har ligget ved en meget vigtig vej fra Adriaterhavet og Centraleuropa til Sortehavet og det ægæiske Hav.
Flere mindre floder løber gennem byen, bl.a. Vladajska og Perlovska. Iskar løber nær de østlige dele af Sofia. Byen er også kendt for mange mineralkilder. I løbet af det sidste århundrede er der blevet bygget flere kunstige indsøer.
Byen ligger 150 km nordøst for Plovdiv, den næststørste by i Bulgarien, 390 km vest for Burgas, 470 kilometer vest for Varna, som er den største havneby i Bulgarien ved kysten af Sortehavet.
Sofia er på trods af navnet ikke en del af den nærliggende Sofia-provins, men derimod en selvstændig provins.

### Klima
|                                    | Jan  | Feb  | Mar | Apr  | Maj  | Jun  | Jul  | Aug  | Sep  | Okt  | Nov | Dec  | År   |
| ---------------------------------- | ---- | ---- | --- | ---- | ---- | ---- | ---- | ---- | ---- | ---- | --- | ---- | ---- |
| Højeste gennemsnitstemperatur (°C) | 2,2  | 4,9  | 9,8 | 15,7 | 20,3 | 23,5 | 25,9 | 26,0 | 22,6 | 16,6 | 9,6 | 4,1  | 15,1 |
| Laveste gennemsnitstemperatur (°C) | −4,9 | −2,9 | 0,3 | 4,8  | 9,0  | 12,1 | 13,8 | 13,4 | 10,4 | 5,7  | 1,2 | −2,7 | 5    |
| Nedbørsnormal (mm)                 | 28   | 31   | 38  | 51   | 73   | 75   | 63   | 51   | 38   | 35   | 48  | 40   | 572  |
| Gennemsnitlig antal regndage       | 10   | 10   | 10  | 12   | 14   | 13   | 10   | 8    | 7    | 7    | 9   | 11   | 121  |
| Kilde: World Weather               |      |      |     |      |      |      |      |      |      |      |     |      |      |

## Kultur
Sofia er en af de ældste hovedstæder i Europa og arkitekturstilen i byen er en bemærkelsesværdig blanding af gammelt og nyt. Historiske seværdigheder inkluderer Bojana-kirken fra det 10. århundrede som er på UNESCOs verdensarvsliste, Alexander Nevsky katedralen (en af verdens største ortodokse kirker) og den tidlige byzantiske St. Sofia kirke.
Mere moderne arikitektur er repræsenteret ved den Bulgarske national opera og ballet, Ivan Vazov nationalteatret, teaterdistriktet ved gaden Rakovski, Slaveykov pladsens udendørs bogmarked og NDK som er det sydøstlige Europas største kultur og kongrescenter.
Sofia har ligeledes et veludviklet natteliv med mange forskellige natklubber, spillesteder, pubber, mehani (bulgarske traditionelle kroer) og restauranter. Mange af de berømte bulgarske musikgrupper er blevet etableret i Sofia som fx Shturtzite, Hipodil, Epizod og FSB.

### Museum
I Sofia findes der mange museer, bl.a. Sofias bymuseum, det arkæologiske museum, jord- og menneskemuseet, det etnografiske museum, det militærhistoriske nationalmuseum, det nationale polytekniske museum, det nationale jordbrugsmuseum og museet for socialistisk kunst. Dertil kan man finde en kunsthal, det bulgarske nationalgalleri for kunst, det bulgarske nationalgalleri for udenlandsk kunst i Sofia og derudover flere private kunstgallerier.
På Sofias bymuseum fortælles historien om den bulgarske hovedstad – en historie som går helt tilbage til det 8. århundrede f.Kr. Museet fokuserer bl.a. på områdets første bosættere, og på de forskellige folkeslag, som gennem tiden har hersket over byen. Det gælder bl.a. thrakerne, romerne og osmannerne. Museet er indrettet i en historisk bygning, som tidligere husede byens badeanstalt. 
Det arkæologiske museum er indrettet i Bujuk-moskéen – et levn fra tiden, hvor Sofia var underlagt osmannerne. Moskeen blev opført i det 15. århundrede, og blev efter Bulgariens selvstændighed omdannet til museum. Museets udstilling tæller fornemme guldskatte – bl.a. guldskatten fra Vâlchitrân – samt en lang række fund fra romertiden. Det arkæologiske museum råder også over Bulgariens største møntsamling.

## Demografi
Hele hovedstadskommunen havde i alt 1 326 377 indbyggere i år 2006, og en befolkningstæthed på 917,8 indbyggere per km² som er det højeste i landet. Selve byen havde i alt 1 203 680 indbyggere.
Arbejdsløsheden er markant lavere end i andre dele af landet – 2,45 % af den erhvervsaktive del af befolkningen i 1999, i forhold til 8,97 % for hele Bulgarien i august 2006. Den store del af arbejdsløse med højere uddannelse, 27 %, i forhold til kun 7 % for resten af landet, er karakteristisk for hovedstaden.

## Økonomi
Sofia er centrum for Bulgariens økonomiske liv. Produktionssektoren er repræsenteret ved mere end 800 store fabrikker, der inkluderer metalprodukter (75 % af den totale nationale produktion), tekstiler, gummi- og læder-varer, trykkeri (50 % af produktion) og electronik (15% af produktion). Sofia er ligeledes landets finansielle centrum og er hjemsted for den Bulgarske nationalbank, den Bulgarske børs, samt nogle af landets største banker (som HVB Bank Biochim, Bulbank, DSK Bank og United Bulgarian Bank). Byggeri, handel og transport er andre vigtige sektorer i den lokale økonomi. Sofia er i stigende grad lokalitet for outsourcing fra vesteuropæiske og amerikanske multinationale virksomheder. Sofia huser ligeledes hovedsæder for store bulgarske og internationale virksomheder, der opererer i Bulgarien og Østeuropa.

## Administration
Byen er en af 28 provinser i Bulgarien (og må ikke forveksles med provinsen Sofia, som ligger rundt om, men ikke inkluderer byen). Foruden Sofia består hovedstadprovinsen af tre andre byer og 34 landsbyer, inddelt i 24 kommuner.

## Transport og infrastruktur
Med sin veludviklede infrastruktur og strategiske placering er Sofia et vigtigt centrum for internationale jernbaner og veje. Alle større typer transport (bortset fra vandtransport) er repræsenteret i byen, og der findes otte jernbanestationer, et flykontrolcenter og Sofia Lufthavn (centrum for flyselskabet Bulgaria Air). Tre europaveje går gennem byen: 4, 8 og 10.
Kollektivtrafikken spiller en vigtig rolle i transporten. Den består af undergrundsbanen Sofia metro, busser, sporvogne og trolleybusser. Der findes over 15 000 registrerede hyrevogne i byen.

## Uddannelse
Som hovedstad i landet er Sofia den vigtigste by for uddannelse og de fleste uddannelsesmuligheder findes her.